# Famille Prouvost
La famille Prouvost est une famille de la bourgeoisie industrielle du Nord, originaire de Wasquehal puis établie à Roubaix, qui donna à partir du début du XVIIIe siècle plusieurs générations de maitres de manufacture puis d’industriels du textile.

## Histoire
La famille Prouvost est une famille de la bourgeoisie industrielle du Nord, dont les premiers ancêtres étaient au XVIe siècle cultivateurs à Wasquehal, près de Roubaix,.
Pierre II Prouvost,échevin de Wasquehal, épousa le 23 février 1669 Marguerite de Lespaul, dont le père était réputé le plus riche habitant de Roubaix. Son fils Pierre III Prouvost, manufacturier, épousa en 1724 à Roubaix, où il vint se fixer, Marie-Jeanne Delebecque.
La fortune de la famille remonte à Amédée Prouvost qui fonda en 1851 à Roubaix une usine de peignage de laineen association avec trois fils de Florentin Lefebvre époux de Marie-Rose Ducatteau.Les Prouvost figurèrent au XIXe siècle parmi les premiers dans le négoce et la transformation de la laine sur la scène internationale.
Au début du XXe siècle, Jean Prouvost (1885-1978) commença une carrière de patron de presse en rachetant en 1917 le journal Le Pays, en 1924 Paris-Midi, et en 1930 Paris-Soir. Ce fut le début d'une diversification qui amènera la famille Prouvost à posséder jusqu'en 1976, à travers le Groupe Marie Claire, un des plus importants groupes français de presse et de médias. En 1966, Jean Prouvost possédait environ 15 % du capital de Radio-Télé-Luxembourg, dont il fut nommé président directeur général. À sa mort en 1978, seules les publications féminines restèrent dans le groupe familial.
En 2004, sa petite-fille Évelyne Prouvost et la famille Prouvost détenaient, via la  holding Évelyne Prouvost, 58 % du Groupe Marie Claire.
En 2009, Évelyne Prouvost était la 7e femme la plus riche de France.

## Personnalités

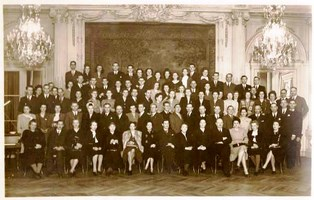
Réunion de la branche ainée, rameau des Charles Prouvost, à Roubaix

- Guilbert Prouvost (1450-1514), nait à Wasquehal[1], dont les premiers ancêtres étaient au XVIe siècle cultivateurs à Wasquehal, près de Roubaix[2],[3];
- Pierre II Prouvost (1648-1691), échevin de Wasquehal[1], dont les premiers ancêtres étaient au XVIe siècle cultivateurs à Wasquehal, près de Roubaix[2],[3].;
- Pierre Joseph Prouvost (1699-1770), manufacturier, échevin de Roubaix;
- Pierre Constantin Prouvost (1747-1808), manufacturier et maire de Roubaix en 1795;
- Henri Prouvost (1783-1850), manufacturier et maire adjoint de Roubaix de 1821 à 1826;
- Amédée I Prouvost (1819-1885), fondateur du peignage Amédée Prouvost en 1851;
- Amédée II Prouvost (1858-1917), président de la Société anonyme du Peignage à Roubaix, de la Lainière de Roubaix et de la Filature de Neugedein, vice-président de la Société industrielle de Roubaix, administrateur de la Banque de France;
- Edouard Prouvost (1861-1933), président du Conseil d'administration des établissements Amédée Prouvost, Propriétaire en Tunisie, commissaire général de l'exposition internationale de Roubaix de 1911[7];
- Edmond Charles Prouvost (1863-1940), président du Consortium du Nord et des Tuileries de Beauvais, administrateur de Poliet et Chausson, de la Société SilvaPlana et des Constructions électriques de France;
- Amédée III Prouvost (1877-1909), poète, lauréat de l'Académie Française, de la Société des sciences et des Arts de Lille, membre du "Beffroi";
- Albert II Prouvost (1882-1962), industriel, président du Syndicat des peigneurs de laine, collectionneur d'art;
- Jean Prouvost (1885-1978), industriel, homme de presse et ministre;
- Albert III Prouvost (1909-1991), président et administrateur de société, fondateur du CIL du Nord et de la Fondation Septentrion[8];
- Jacques Prouvost, champion de France de parachutisme; son épouse Nicole Béra, 4 fois championne de France de parachutisme, médaille de bronze aux championnats du monde de 1962 et 64, médaille d'or en équipe en 1965, médaille d'or en voltige à Moscou en 1967[9];
- Évelyne Prouvost (1939-2017), femme d'affaires et de presse;
- Gaëtane Prouvost (1954- ), violoniste soliste;
- Géry Prouvost, philosophe, écrivain, lauréat de l'Académie des sciences morales et politiques;
- Laure Prouvost (1978- ), vidéaste, prix Turner

## Industries familiales
- Les Manufactures Royales de Lille

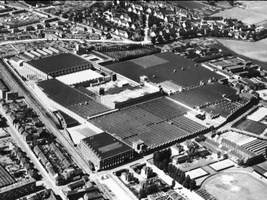
Les établissements Amédée Prouvost

- Les établissements Prouvost (1848)
- Groupe Prouvost
- Peignage Amédée Prouvost
- Lainière de Roubaix[10]
- Ensemble textile Amédée Prouvost et Compagnie[11]
- Peignage Prouvost-Lefebvre
- Prouvost-Masurel[12]
- Groupe Marie Claire

## Etablissements divers
- Stade Amédée-Prouvost
- Musée du textile et de la vie sociale à Fourmies
- Écomusée de l'Avesnois à Fourmies

## Demeures familiales

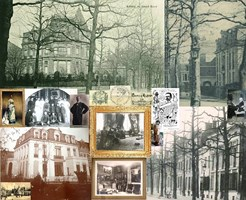
Les demeures Prouvost, boulevard de Paris à Roubaix

- Hôtel Prouvost, 19, rue du Grand chemin et 6, rue Rémi Cogghe à Roubaix (MH)
- Hôtel Auguste-Lepoutre, 301, avenue des Nations unies, Roubaix (MH)
- Hôtel Amédée Prouvost, 113, boulevard de Paris à Roubaix
- Hôtel Albert Prouvost, 150, boulevard de Paris à Roubaix
- Hôtel Edouard Prouvost, 121, boulevard de Paris à Roubaix
- Hôtel Crépy-Saint-Léger, 77, rue Royale à Lille MH
- Hôtel Six-Prouvost à Tourcoing
- Château Masurel, 28 rue de Wailly à Tourcoing
- Le domaine Saint Jacques du Couloubrier à Grasse
- Château du Vert-Bois, 29, Avenue Anne et Albert Prouvost à Bondues (MH)
- Château de Drée à Curbigny (MH)